# من ذا الذي قدد البيان؟ أخطاء وخطايا لغوية مصورة

## نبذة عن الكتاب
كتاب مصّور للكاتبة الكويتية حياة الياقوت صدر في عام 2006 ويحتوى على مجموعة من الصور الملتقطة من مرافق عامة، ولافتات، وإعلانات، ومنشورات تحتوى على أخطاء لغوية. وعمدت إلى تبيان الخطأ في كل صورة وتصويبه مع شرح مبسّط للقاعدة.

## فصول الكتاب
- 1- مختار الأخطاء
- 2- أخطاء إملائيّة
- 3- الترقيم والتسقيم

## إصدارات الكتاب
- نسخة ورقية، يوليو 2006 (نفدت النسخ).
- نسخة إلكترونية، إبريل 2009 تتوفر مجانا عبر موقع الكتاب على الإنترنت.

## وصلات خارجية
- موقع كتاب "من ذا الذي قدد البيان؟ أخطاء وخطايا لغوية مصورة"
- موقع حياة الياقوت الشخصي